# Intégrale de Riemann

Interprétation géométrique de l'intégrale de la fonction f.

En mathématiques et plus particulièrement en analyse réelle, l'intégrale de Riemann est une façon de définir l'intégrale, sur un segment, d'une fonction réelle. En termes géométriques, cette intégrale s'interprète comme l'aire du domaine sous la courbe représentative de la fonction, comptée algébriquement.
Le procédé général utilisé pour définir l'intégrale de Riemann est l'approximation par des fonctions en escalier, pour lesquelles la définition de l'aire sous la courbe est aisée.
Les fonctions, définies sur un segment, pour lesquelles cette définition est possible sont dites intégrables au sens de Riemann (ou Riemann-intégrables). C'est le cas notamment des fonctions monotones ou continues par morceaux, ou même seulement réglées.
La notion d'intégrale établie par Bernhard Riemann se base sur ce que l'on appelle aujourd'hui les sommes de Riemann,. Le mathématicien Gaston Darboux a ultérieurement défini une notion d'intégrale, quant à elle, basée sur les sommes de Darboux (ou de manière équivalente sur les fonctions en escalier),. Il s'avère que ces deux approches donnent exactement la même notion d'intégrale.

## Définition

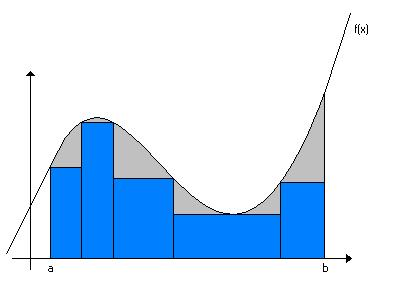
Aire sous une courbe approchée par une suite de rectangles.

Soit {\displaystyle [a,b]} un segment inclus dans {\displaystyle \mathbb {R} }. Une subdivision de ce segment est la donnée d'une suite finie de points {\displaystyle \sigma =(x_{0},\dots ,x_{n})} telle que {\displaystyle a=x_{0}<\cdots <x_{n}=b}. Une subdivision marquée est la donnée d'une telle subdivision et d'une suite associée {\displaystyle t=(t_{1},\dots ,t_{n})} telle que {\displaystyle t_{i}\in [x_{i-1},x_{i}]} pour tout {\displaystyle 1\leqslant i\leqslant n}. Le pas d'une subdivision est la distance maximale entre deux {\displaystyle x_{i}} consécutifs, c'est-à-dire, {\textstyle \max\{x_{i}-x_{i-1}:1\leqslant i\leqslant n\}}. On note {\displaystyle \Sigma ^{*}(p)} l'ensemble des subdivisions marquées de {\displaystyle [a,b]} dont le pas est inférieur ou égal à {\displaystyle p}.
La définition originelle par Riemann de son intégrale utilisait les sommes de Riemann :
Définition (Intégrale de Riemann) — Soit une fonction {\displaystyle f:[a,b]\rightarrow \mathbb {R} }. On dit que cette fonction est Riemann-intégrable si la limite des sommes de Riemann
converge. Dans ce cas, la limite est appelée l'intégrale (au sens de Riemann) de la fonction {\displaystyle f} sur {\displaystyle [a,b]} et est notée
Précisons le sens de la limite évoquée dans la définition. Dire qu'une fonction {\displaystyle f:[a,b]\rightarrow \mathbb {R} } est intégrable d'intégrale {\displaystyle I} (au sens de Riemann) c'est dire que, pour tout réel {\displaystyle \varepsilon >0}, il existe un réel {\displaystyle p>0} tel que pour toute subdivision marquée {\displaystyle (\sigma ,t)=(x_{0},\dots ,x_{n},t_{1},\dots ,t_{n})} de pas inférieur ou égal à {\displaystyle p} on a
{\displaystyle \left\vert \sum _{i=1}^{n}(x_{i}-x_{i-1})f(t_{i})-I\right\vert \leq \varepsilon .}Une approche équivalente à celle de Riemann présentée ci-dessus passe par l'intégrale de Darboux. La définition donnée par Riemann est équivalente à celle de Darboux même si cela n'est pas immédiat et nécessite une preuve. L'approche de Darboux pour définir l'intégrale de Riemann est préférée à celle originellement effectuée par ce dernier dans de nombreux ouvrages d'introduction à l'analyse.

## Propriétés

### Bornes
Toute fonction Riemann-intégrable est bornée.
Théorème (bornes) — Soit {\displaystyle f:[a,b]\rightarrow \mathbb {R} } une fonction. Si {\displaystyle f} est Riemann-intégrable alors elle est bornée. De plus on a
À noter que, dans le formalisme de Darboux, les fonctions sont supposées être bornées dès le début afin de garantir l'existence des sommes de Darboux. Cette hypothèse n'est pas nécessaire avec le formalisme de Riemann. Puisque ces deux approches sont équivalentes, il fallait donc bien que l'intégrabilité au sens de Riemann implique l'existence de bornes finies.

### Restrictions
L'intégrale de Riemann se comporte bien vis-à-vis de la restriction d'une fonction : si une fonction est Riemann-intégrable sur un segment, alors elle l'est encore sur tout segment inclus.
Théorème (restriction) — Soit {\displaystyle f:[a,b]\rightarrow \mathbb {R} } une fonction. Si {\displaystyle f} est Riemann-intégrable sur {\displaystyle [a,b]} alors pour tout {\displaystyle a\leqslant c\leqslant d\leqslant b}, sa restriction sur {\displaystyle [c,d]} est Riemann-intégrable.
Réciproquement, si une fonction est bornée et intégrable sur tout segment strictement inclus, alors elle est intégrable sur le segment entier.
Théorème (restriction réciproque) — Soit {\displaystyle f:[a,b]\rightarrow \mathbb {R} } une fonction. Si {\displaystyle f} est bornée et pour tout {\displaystyle a<c<d<b}, sa restriction sur {\displaystyle [c,d]} est Riemann-intégrable alors {\displaystyle f} est Riemann-intégrable sur {\displaystyle [a,b]}.
La première propriété est pratique car permet de considérer les intégrales restreintes {\textstyle \int _{c}^{d}f(t)\,\mathrm {d} t} pour tout {\displaystyle a\leqslant c\leqslant d\leqslant b} et toute fonction {\displaystyle f:[a,b]\rightarrow \mathbb {R} } Riemann-intégrable. Cela permet de justifier l'existence des intégrales mentionnées dans la relation de Chasles. Cela permet aussi de justifier l'existence de la fonction {\displaystyle F:x\in [a,b]\rightarrow \int _{a}^{x}f(t)\,\mathrm {d} t}pour une fonction {\displaystyle f:[a,b]\rightarrow \mathbb {R} } Riemann-intégrable.

### Relation de Chasles
La relation de Chasles permet de découper une intégrale en plusieurs morceaux. Cela peut s'avérer utile dans l'étude d'une intégrale en autorisant à observer l'intégrale sur plusieurs parties plus petites sur lesquelles l'analyse est simplifiée.
Théorème (relation de Chasles) — Soit {\displaystyle f:[a,b]\rightarrow \mathbb {R} } une fonction Riemann-intégrable. Pour tout {\displaystyle c\in [a,b]} :
Un simple raisonnement par récurrence implique que la relation de Chasles peut être répétée plusieurs fois si l'on décompose le segment en une subdivision. Plus précisément, si {\displaystyle f:[a,b]\rightarrow \mathbb {R} } est Riemann-intégrable et si {\displaystyle \sigma =(c_{0},\dots ,c_{n})} est une subdivision de {\displaystyle [a,b]} alors{\displaystyle \int _{a}^{b}f(t)\,\mathrm {d} t=\sum _{i=1}^{n}\int _{c_{i-1}}^{c_{i}}f(t)\,\mathrm {d} t}

### Linéarité et stabilité
Une propriété clef de l'intégrale est sa linéarité.
Théorème (linéarité) — Soit {\displaystyle f,g:[a,b]\rightarrow \mathbb {R} } deux fonctions Riemann-intégrables et {\displaystyle \lambda ,\mu \in \mathbb {R} } deux réels. Alors la fonction {\displaystyle \lambda f+\mu g} est Riemann-intégrable et
L'intégrabilité au sens de Riemann est donc stable par combinaison linéaire. Elle est aussi stable par produit : le produit de deux fonctions Riemann-intégrables est Riemann-intégrable.
Théorème (stabilité par produit) — Soit {\displaystyle f,g:[a,b]\rightarrow \mathbb {R} } deux fonctions Riemann-intégrables. Alors la fonction {\displaystyle fg} est Riemann-intégrable.
Bien que le produit soit intégrable, il est faux de dire que l'intégrale du produit est égal au produit des intégrales. Par exemple si l'on prend {\displaystyle f=\chi _{[0,1]}} et {\displaystyle g=\chi _{[1,2]}} alors ces deux fonctions sont intégrables sur {\displaystyle [0,2]} mais{\displaystyle \int _{0}^{2}f(t)g(t)\,\mathrm {d} t=0\neq \int _{0}^{2}f(t)\,\mathrm {d} t\times \int _{0}^{2}g(t)\,\mathrm {d} t=1}
Un produit de fonction peut être intégrable sans qu'aucun membre du produit ne le soit. Par exemple, en prenant {\displaystyle f=\chi _{\mathbb {Q} }} l'indicatrice des rationnels et {\displaystyle g=1-f=\chi _{\mathbb {Q} ^{\mathrm {c} }}}, on a que ni {\displaystyle f}, ni {\displaystyle g} ne sont intégrables sur {\displaystyle [0,1]}, pourtant leur produit, qui vaut 0, est bien intégrable sur ce segment.
La stabilité par produit est spécifique à l'intégrale de Riemann sur un segment. Cette propriété n'est en général pas vérifiée pour l'intégrale de Riemann généralisée à un intervalle quelconque. Elle ne l'est pas non plus pour l'intégrale de Lebesgue. Par exemple si l'on prend {\displaystyle f=g:x\mapsto 1/{\sqrt {x}}} sur {\displaystyle \left]0,1\right]} alors ces fonctions sont intégrables sur {\displaystyle ]0,1]} au sens des intégrales généralisées de Riemann et aussi au sens des intégrales de Lebesgue, cependant leur produit ne l'est pas.

La Riemann-intégrabilité est aussi stable par composition avec une fonction continue.
Théorème (stabilité par composition) — Soit {\displaystyle f:[a,b]\rightarrow \mathbb {R} } une fonction Riemann-intégrable et {\displaystyle \Phi :\mathbb {R} \rightarrow \mathbb {R} } une fonction continue. Alors la fonction {\displaystyle \Phi \circ f} est Riemann-intégrable sur {\displaystyle [a,b]}.

### Positivité, croissance et Inégalité triangulaire
L'intégrale de Riemann est positive dans le sens où l'intégrale d'une fonction Riemann-intégrable positive est positive. De manière plus générale, l'intégrale de Riemann est croissante, c'est-à-dire :
Théorème (croissance) — Soit {\displaystyle f,g:[a,b]\rightarrow \mathbb {R} } deux fonctions Riemann-intégrables telles que {\displaystyle f\leqslant g}. Alors 
La positivité vient simplement en utilisant la croissance avec {\displaystyle f=0} et en constatant que l'intégrale de la fonction nulle est nulle par linéarité.
L'inégalité du théorème suivant peut s'apparenter à l'inégalité triangulaire pour l'intégrale de Riemann. En effet, par une simple récurrence, l'inégalité triangulaire classique implique que pour une somme finie de nombres réels on a {\displaystyle \left\vert \sum _{i=1}^{n}x_{i}\right\vert \leq \sum _{i=1}^{n}\vert x_{i}\vert }En passant de la somme à l'intégrale (qui s'interprète comme une sorte de somme infinie) on obtient alors le théorème suivant :
Théorème (inégalité triangulaire) — Soit {\displaystyle f:[a,b]\rightarrow \mathbb {R} } une fonction. Alors {\displaystyle f} est Riemann-intégrable si et seulement si {\displaystyle \vert f\vert } l'est aussi. Dans ce cas on a l'inégalité
Ce théorème s'obtient en appliquant la propriété de croissance, en observant que {\displaystyle f\leq \vert f\vert } et {\displaystyle -f\leq \vert f\vert }.
Le fait que l'intégrabilité de {\displaystyle f} équivaille à celle de {\displaystyle \vert f\vert } reste vrai, par définition, pour les intégrales généralisées de Riemann à un intervalle quelconque et pour l'intégrale de Lebesgue. En revanche dire que l'intégrale impropre de Riemann de {\displaystyle f} existe et est finie n'implique pas forcément que {\displaystyle f} est intégrable sur un intervalle non fermé. Un exemple connu est la fonction {\displaystyle f:x\mapsto \sin(x)/x} qui admet une intégrale impropre de Riemann finie sur {\displaystyle \left]0,+\infty \right[} mais n'y est pas intégrable. Pour l'intégrale de Lebesgue, l'intégrabilité équivaut encore à l'existence d'une intégrale finie.

### Théorèmes de convergence
L'intégrale d'une limite uniforme est la limite des intégrales. Plus précisément
Théorème de convergence uniforme — Pour tout {\displaystyle n\in \mathbb {N} }, soit {\displaystyle f_{n}:[a,b]\rightarrow \mathbb {R} } une fonction Riemann-intégrable et soit {\displaystyle f:[a,b]\rightarrow \mathbb {R} }. Supposons que {\displaystyle (f_{n})_{n\in \mathbb {N} }} converge uniformément vers {\displaystyle f}, c'est-à-dire que
Alors {\displaystyle f} est Riemann-intégrable et
Encore une fois, cette propriété est spécifique à l'intégrale de Riemann sur un segment. Elle devient fausse en général sur un intervalle quelconque lorsque l'on considère l'intégrale de Riemann généralisée ou encore l'intégrale de Lebesgue. Par exemple les fonctions {\displaystyle f_{n}=\chi _{[1,n]}f} où {\displaystyle f:x\mapsto 1/x} sont bien intégrables sur {\displaystyle [1,+\infty [} pour tout entier {\displaystyle n} et convergent uniformément vers {\displaystyle f}. Cependant cette dernière n'est pas intégrable sur {\displaystyle [1,+\infty [} (ni au sens de Riemann généralisé, ni au sens de Lebesgue).
Le théorème suivant peut s'apparenter au théorème de convergence dominée (TCD) pour l'intégrale de Lebesgue. Seule la notion de convergence simple est requise (ce qui est plus faible que la notion de convergence uniforme). Il faut cependant ajouter une condition de domination pour obtenir la convergence des intégrales. La différence avec le TCD est que la limite est ici supposée Riemann-intégrable alors qu'elle n'a pas besoin d'être supposée Lebesgue-intégrable dans le TCD.
Théorème de convergence simple — Pour tout {\displaystyle n\in \mathbb {N} }, soit {\displaystyle f_{n}:[a,b]\rightarrow \mathbb {R} } une fonction Riemann-intégrable et soit {\displaystyle f:[a,b]\rightarrow \mathbb {R} } Riemann-intégrable. Supposons que {\displaystyle (f_{n})_{n\in \mathbb {N} }} converge simplement vers {\displaystyle f}, c'est-à-dire que
Supposons de plus qu'il existe {\displaystyle D>0} tel que 
Alors on a la convergence des intégrales :
Pour toute intégrale de la forme {\displaystyle I_{a,b}=\int _{a}^{b}{1 \over {x^{n}}}dx} avec {\displaystyle b>a\geq 0} :
- Si {\displaystyle a=0\ ;b\neq +\infty }, alors : {\displaystyle n<1\Longleftrightarrow I_{a,b}\ {\text{converge}}}
- Si {\displaystyle a\neq 0\ ;b=+\infty }, alors : {\displaystyle n>1\Longleftrightarrow I_{a,b}\ {\text{converge}}}

### Fonctions en escalier et fonctions réglées
Une fonction en escalier sur un segment {\displaystyle [a,b]} est une fonction {\displaystyle g:[a,b]\rightarrow \mathbb {R} } telle qu'il existe une subdivision {\displaystyle \sigma =(x_{0},\dots ,x_{n})} de ce segment telle que {\displaystyle g} est constante, sur chaque sous-intervalle {\displaystyle ]x_{i-1},x_{i}[} de la subdivision. Pour une telle fonction on a{\displaystyle \int _{a}^{b}g(t)\,\mathrm {d} t=\sum _{i=0}^{n}(x_{i-1}-x_{i})c_{i}}
où {\displaystyle c_{i}} correspond à la valeur prise par {\displaystyle g} sur {\displaystyle ]x_{i-1},x_{i}[}.
En particulier, une fonction constante pouvant être vue comme une fonction en escalier d'une seule marche, on a{\displaystyle \forall c\in \mathbb {R} \qquad \int _{a}^{b}c\,\mathrm {d} t=(b-a)c}
Une manière de définir l'intégrale de Darboux, qui est équivalente à l'intégrale de Riemann, est de passer par les fonctions en escalier pour lesquelles on définit l'intégrale avec la formule ci-dessus. Cette formule peut donc être vue comme une définition ou une propriété en fonction du formalisme choisi.
Comme le stipule le théorème de convergence uniforme, toute limite, pour la norme uniforme, d'une suite de fonction Riemann-intégrable sur un segment {\displaystyle [a,b]} est Riemann-intégrable. Les fonctions réglées, constituant exactement toutes les limites uniformes possibles de suites de fonctions en escaliers, sont donc toutes Riemann-intégrables. En particulier, toute fonction continue ou juste continue par morceaux sur {\displaystyle [a,b]} (ou même seulement bornée et continue sauf en un nombre fini de points) est Riemann-intégrable, ainsi que toute fonction monotone (ou même seulement monotone par morceaux).

### Théorèmes fondamentaux de l'analyse
Soit {\displaystyle f:[a,b]\rightarrow \mathbb {R} } une fonction Riemann-intégrable. On définit la fonction{\displaystyle F:x\in [a,b]\mapsto \int _{a}^{x}f(t)\,\mathrm {d} t}

De manière générale la fonction {\displaystyle F} est continue, elle est même lipschitzienne.
Théorème (lipschitzianité de F) — Si {\displaystyle M:=\sup _{[a,b]}\vert f\vert } alors {\displaystyle F} est {\displaystyle M}-lipschitzienne et donc continue sur {\displaystyle [a,b]}.
Il est faux en général de dire que {\displaystyle F} est dérivable partout, en revanche elle l'est en tout point de continuité de {\displaystyle f}. Cela aboutit au premier théorème fondamental de l'analyse.
1er théorème fondamental de l'analyse — Si {\displaystyle f} est continue en un point {\displaystyle c\in [a,b]} alors {\displaystyle F} est dérivable en {\displaystyle c} et 
Si {\displaystyle f} est continue sur {\displaystyle [a,b]} alors {\displaystyle F} est une primitive de {\displaystyle f}. Si {\displaystyle f} est réglée, alors son ensemble de discontinuité est au plus dénombrable et donc {\displaystyle F} est une primitive généralisée de {\displaystyle f}. De manière générale, puisque {\displaystyle f} est Riemann-intégrable, son ensemble de discontinuité est négligeable pour la mesure de Lebesgue et donc {\displaystyle F} est dérivable sur un ensemble de complémentaire négligeable.
Le deuxième théorème fondamental de l'analyse donne une manière efficace de calculer l'intégrale d'une fonction dès lors que l'on connaît l'une de ses primitives.
2e théorème fondamental de l'analyse — Si {\displaystyle G} est une primitive de {\displaystyle f} sur {\displaystyle [a,b]} alors 

### Théorèmes de la moyenne
Les deux théorèmes classiques suivants sont dus au mathématicien français Pierre-Ossian Bonnet,.
1er théorème de la moyenne — Soit {\displaystyle f:[a,b]\rightarrow \mathbb {R} } une fonction continue et {\displaystyle g:[a,b]\rightarrow \mathbb {R} } une fonction Riemann-intégrable de signe constant. Alors il existe {\displaystyle c\in \left]a,b\right[} tel que
2e théorème de la moyenne — Soit {\displaystyle f:[a,b]\rightarrow \mathbb {R} _{+}} une fonction positive décroissante et {\displaystyle g:[a,b]\rightarrow \mathbb {R} } une fonction Riemann-intégrable. Alors il existe {\displaystyle x\in \left]a,b\right]} tel que
où {\displaystyle f(a^{+})} désigne la limite à droite de {\displaystyle f} en {\displaystyle a}.

### Intégration par parties
Le théorème suivant est un outil indispensable de calcul d'intégrales.
Théorème (intégration par parties) — Si {\displaystyle u} et {\displaystyle v} sont deux fonctions de classe {\displaystyle {\mathcal {C}}^{1}} sur le segment {\displaystyle [a,b]} alors

### Changement de variable
Le théorème suivant est aussi un outil incontournable de calcul d'intégrales.
Théorème (changement de variable) — Soit {\displaystyle I} un intervalle, {\displaystyle \varphi :[a,b]\rightarrow I} une fonction dérivable de dérivée Riemann-intégrable et {\displaystyle f:I\rightarrow \mathbb {R} } une fonction continue. Alors

### Structure
Plusieurs des propriétés ci-dessus (à savoir : linéarité, stabilité par produit, positivité et théorème de convergence uniforme) peuvent être synthétisées par le théorèmes suivant.
Théorème (algèbre de Banach) — L'ensemble des fonctions intégrables sur {\displaystyle [a,b]} forme une {\displaystyle \mathbb {R} }-algèbre de Banach (pour la norme de la convergence uniforme), sur laquelle l'application {\displaystyle I:f\mapsto \int _{a}^{b}f(t)\,\mathrm {d} t} est une forme linéaire positive (donc continue).
Il est fréquent de doter l'espace des fonctions continues sur un segment d'un produit scalaire associé à l'intégrale.
Théorème (espace hilbertien) — L'ensemble des fonctions continues sur {\displaystyle [a,b]} muni du produit scalaire 
forme un espace de Hilbert.
Il est nécessaire de considérer l'ensemble des fonctions continues et pas seulement des fonctions Riemann-intégrables pour que la fonction {\displaystyle \langle \cdot ,\cdot \rangle } soit définie (c'est-à-dire {\displaystyle \langle f,f\rangle =0\implies f\equiv 0}). En effet on a le résultat suivant
Théorème (intégrale nulle) — Soit {\displaystyle f:[a,b]\rightarrow \mathbb {R} _{+}} une fonction continue positive telle que 
Alors {\displaystyle f\equiv 0}.
Sans l'hypothèse de continuité, cela devient faux. Par exemple la fonction qui vaut 1 en 0 et 0 partout ailleurs est positive et intégrable sur n'importe quel segment et son intégrale y est nulle. Cependant cette fonction n'est pas constamment nulle.

## Généralisations

### Fonctions à valeurs dans ℂ ou ℂn
On peut généraliser la notion d'intégrale de Riemann à une fonction {\displaystyle f:[a,b]\rightarrow \mathbb {C} } à valeurs complexes en posant
{\displaystyle \int _{a}^{b}f(x)\,\mathrm {d} x:=\int _{a}^{b}{\mathfrak {Re}}f(x)\,\mathrm {d} x+\mathrm {i} \int _{a}^{b}{\mathfrak {Im}}f(x)\,\mathrm {d} x}
où {\displaystyle {\mathfrak {Re}}f} désigne la partie réelle de {\displaystyle f} et {\displaystyle {\mathfrak {Im}}f} sa partie imaginaire. La condition pour que cette intégrale existe est que les parties réelles et imaginaires de {\displaystyle f} soient toutes deux Riemann-intégrables.
De la même manière on peut généraliser la notion d'intégrale de Riemann à une fonction {\displaystyle f=(f_{1},\dots ,f_{n}):[a,b]\rightarrow \mathbb {C} ^{n}} à valeurs dans {\displaystyle \mathbb {C} ^{n}} en posant
{\displaystyle \int _{a}^{b}f(x)\,\mathrm {d} x:=\left(\int _{a}^{b}f_{1}(x)\,\mathrm {d} x,\dots ,\int _{a}^{b}f_{n}(x)\,\mathrm {d} x\right)}
La plupart des propriétés de l'intégrale de Riemann pour des fonctions à valeurs réelles restent, mutatis mutandis, valables pour ces généralisations.

### Intégrales impropres
On peut généraliser la notion d'intégrale de Riemann en intégrant, non plus sur un segment, mais plutôt sur un intervalle réel quelconque.

### Intégrale de Lebesgue
Une autre manière de généraliser l'intégrale de Riemann est de considérer un procédé d'intégration plus fort, par exemple celui de Lebesgue. D'une part, la notion d'intégrale de Lebesgue est plus forte dans le sens où elle ne se restreint pas qu'à des fonctions définies sur un segment réel. D'autre part, même en se restreignant aux fonctions définies sur un segment, l'intégrale de Lebesgue reste plus générale comme l'atteste le théorème suivant,.
Théorème (Riemann {\displaystyle \Rightarrow } Lebesgue) — Soit {\displaystyle f:[a,b]\rightarrow \mathbb {R} }. Si {\displaystyle f} est Riemann-intégrable alors elle est mesurable (pour la tribu des parties mesurables au sens de Lebesgue), elle est Lebesgue-intégrable et son intégrale au sens de Riemann est égale à celle au sens de Lebesgue.
La réciproque est fausse. Par exemple la fonction indicatrice des rationnels sur le segment {\displaystyle [0,1]} est bornée et Lebesgue-intégrable (son intégrale au sens de Lebesgue valant 0). Pourtant elle n'est pas Riemann-intégrable. L'intégrale de Lebesgue est donc strictement plus forte que celle de Riemann sur un segment réel. En revanche, sur un intervalle quelconque, il ne faut pas croire que l'intégrale de Lebesgue est plus générale que l'intégrale impropre de Riemann. Par exemple la fonction {\displaystyle x\mapsto \sin(x)/x} ne possède pas d'intégrale au sens de Lebesgue sur {\displaystyle \left]0,+\infty \right[} mais y possède une intégrale impropre de Riemann convergente.

Le théorème suivant donne une condition nécessaire et suffisante pour qu'une fonction soit Riemann-intégrable.
Théorème (critère de Lebesgue) — Soit {\displaystyle f:[a,b]\rightarrow \mathbb {R} } une fonction bornée. Alors {\displaystyle f} est Riemann-intégrable si et seulement si l'ensemble de ses points de discontinuité a une mesure de Lebesgue nulle.

L'ensemble des discontinuités peut être de mesure nulle sans être fini ou dénombrable, comme pour la fonction caractéristique de l'ensemble de Cantor, qui n'est donc pas réglée. On remarque que la mesure de Lebesgue de l'ensemble des points de discontinuité d'une fonction existe toujours car ce dernier est toujours un borélien.
Théorème (discontinuités = borélien) — Soit {\displaystyle f:[a,b]\rightarrow \mathbb {R} } une fonction quelconque. Alors l'ensemble des points de discontinuité de {\displaystyle f} est un ensemble borélien, c'est-à-dire qu'il appartient à la tribu borélienne de {\displaystyle \mathbb {R} }.

## Comparaison avec d'autres procédés d'intégration
Un autre aspect de l'intégrale de Riemann est qu'elle ne concerne dans un premier temps que les fonctions bornées, sur un intervalle borné. Il faut une deuxième définition si l'une de ces conditions n'est pas vérifiée : voir Intégrale impropre. Dans le cadre de l'intégration au sens de Lebesgue il n'y a qu'une seule définition et par exemple {\textstyle \int _{0}^{\infty }\mathrm {e} ^{-x}\,\mathrm {d} x} est une intégrale de Lebesgue au sens strict tandis que comme intégrale de Riemann elle est une intégrale impropre. De même pour {\textstyle \int _{0}^{1}{\frac {1}{\sqrt {x}}}\,\mathrm {d} x}. Cependant les intégrales au sens de Lebesgue sont toujours automatiquement absolument convergentes. Ainsi, l'intégrale {\textstyle \int _{0}^{+\infty }{\frac {\sin(x)}{x}}\,\mathrm {d} x} n'est ni une intégrale de Riemann au sens propre, ni une intégrale de Lebesgue, mais elle est une intégrale généralisée de Riemann (ou de Lebesgue), et sa valeur est π/2. En désignant par {\displaystyle f(x)} la somme de {\textstyle {\frac {\sin(x)}{x}}} et de la fonction indicatrice des rationnels positifs on voit que {\textstyle \int _{0}^{+\infty }f(x)\,\mathrm {d} x} donne un exemple d'une intégrale de Lebesgue généralisée qui n'existe pas en tant qu'intégrale de Riemann. Sa valeur est encore π/2.
On obtient un procédé d'intégration plus général et plus satisfaisant, notamment vis-à-vis du passage à la limite, en introduisant l'intégrale de Lebesgue ou celle de Kurzweil-Henstock.
Une différence importante entre l'intégrale de Riemann et celle de Lebesgue est que dans cette dernière, on y remplace les fonctions en escalier par les fonctions étagées qui sont des combinaisons linéaires finies de fonctions indicatrices d'ensembles qui ne sont pas nécessairement des intervalles. La longueur de l'intervalle est remplacée par la mesure de l'ensemble.